# Unai Elorriaga Zubiaur
Unai Elorriaga Zubiaur (Baracaldo, 22 de junho de 1980) é um desportista espanhol que compete no ciclismo na modalidade de pista, especialista na prova de omnium.
Ganhou três medalhas no Campeonato Europeu de Ciclismo em Pista entre os anos 2007 e 2014.
Também tem disputado corridas de rota, pese a que não tem chegado a destacar. Ficou em terceira posição na Copa da Espanha de Ciclismo durante dois anos consecutivos (2005 e 2006).

## Medalheiro internacional
| Campeonato Europeu | Campeonato Europeu       | Campeonato Europeu | Campeonato Europeu |
| Ano                | Lugar                    | Medalha            | Competição         |
| ------------------ | ------------------------ | ------------------ | ------------------ |
| 2007               | Alkmaar ( Países Baixos) | Medalha de ouro    | Omnium             |
| 2009               | Gante ( Bélgica)         | Medalha de bronze  | Omnium             |
| 2014               | Baie-Mahault ( França)   | Medalha de bronze  | Omnium             |

1. 1 2  Campeonato Europeu realizado só para a disciplina de ómnium

## Palmarés
- 2006
  - 3.º no Campeonato da Espanha Scratch 
  - 2.º no Campeonato da Espanha Madison (fazendo casal com Mikel Gaztañaga)

- 2007
  - 3.º no Campeonato da Espanha Pontuação 
  - Campeonato da Espanha Madison (fazendo casal com Aitor Alonso)  
  - Campeonato Europeu Omnium Endurance

- 2008
  - Melbourne Madison (fazendo casal com David Muntaner)

- 2009
  - Campeonato da Espanha Pontuação

- 2011
  - Campeonato da Espanha Scratch  
  - 3.º no Campeonato da Espanha Pontuação 
  - 2.º no Campeonato da Espanha Madison (fazendo casal com Unai Iparragirre) 
  - Cali Pontuação

- 2012
  - Ranking UCI Pontuação
  - 3.º no Campeonato da Espanha Pontuação 
  - 3.º no Campeonato da Espanha Perseguição por Equipas (fazendo equipa com Iam Leanizbarrutia, Asier Maeztu e Illart Zuazubiskar)

- 2014
  - 3.º no Campeonato da Espanha Pontuação 
  - 2.º no Campeonato da Espanha Scratch 
  - 2.º no Campeonato da Espanha Perseguição por Equipas (fazendo equipa com Ander Alonso, Jon Irisarri e Illart Zuazubiskar) 
  - 2.º no Campeonato da Espanha Madison (fazendo casal com Illart Zuazubiskar) 
  - 3.º no Campeonato Europeu Omnium

- 2016
  - 3.º no Campeonato da Espanha Madison (fazendo casal com Illart Zuazubiskar)

## Resultados em Grandes Voltas e Campeonato do Mundo
Durante a sua carreira desportiva tem conseguido os seguintes postos nas Grandes Voltas e nos Campeonatos do Mundo em estrada:
| Corrida            | 2003 | 2004 |
| ------------------ | ---- | ---- |
| Giro d'Italia      | -    | -    |
| Tour de France     | -    | -    |
| Volta a Espanha    | -    | -    |
| Mundial em Estrada | -    | -    |

-: não participa

## Equipas

### Estrada
- Cafés Baqué (2003-2004)

### Pista
- Euskadi (2007-2013)
- Cespa-Euskadi (2007-2012)
- Eustrak-Euskadi (2013-2014)